# Trofeo Matteotti 1985
Il Trofeo Matteotti 1985, quarantesima edizione della corsa, si svolse il 21 luglio 1985 su un percorso di 216 km, con partenza e arrivo a Pescara, in Italia. La vittoria fu appannaggio dell'italiano Pierino Gavazzi, che completò il percorso in 5h46'01", alla media di 37,455 km/h, precedendo i connazionali Palmiro Masciarelli e Claudio Corti.

## Ordine d'arrivo (Top 10)
| Pos. | Corridore              | Squadra                     | Tempo    |
| ---- | ---------------------- | --------------------------- | -------- |
| 1    | Pierino Gavazzi        | Atala                       | 5h46'01" |
| 2    | Palmiro Masciarelli    | Gis-Gelati                  | s.t.     |
| 3    | Claudio Corti          | Supermercati Brianzoli      | a 0'03"  |
| 4    | Marino Amadori         | Alpilatte                   | s.t.     |
| 5    | Roberto Ceruti         | Del Tongo-Colnago           | s.t.     |
| 6    | Stefano Colagè         | Dromedario-Laminox-Fibok    | a 0'10"  |
| 7    | Ezio Moroni            | Atala                       | a 1'00"  |
| 8    | Steen-Michael Petersen | Maggi Mobili-Fanini         | a 1'10"  |
| 9    | Rolf Gölz              | Del Tongo-Colnago           | s.t.     |
| 10   | Mario Beccia           | Malvor-Bottecchia-Vaporella | a 1'15"  |